# KkStB 77 sorozat
A kkStB 77 sorozat egy tehervonati szerkocsisgőzmozdony-sorozat volt az osztrák Császári és Királyi Osztrák Államvasutaknál (k. k.  Staatasbahnen, kkStB), amely mozdonyok eredetileg a Prag-Duxer Eisenbahn-tól (PD) származtak.
A PD ezeket a négycsatlós tehervonati mozdonyokat 1884-ben (5 db) és 1886-ban (3 db) a Floridsdorfi Mozdonygyártól szerezte be. Ez a nyolc mozdony tulajdonképpen megegyezett a 73-assal kicsiben (kisebb hengerek, kisebb kerekek,…).
A PD 1892-es államosítása után a kkStB a mozdonyokat a 77.01-08 pályaszámok alá osztotta be.
Az első világháború után a nyolc mozdony a ČSD-hez került, mint 403.2 sorozat.
1938-ban mind a nyolc mozdony a Német Birodalmi Vasúthoz (Deutsche Reichsbahn, DR) került, ahol 55.7121-7128 pályaszámokat kaptak. Az Opolei Vasútigazgatósághoz voltak beosztva és Zauchtel-re voltak állomásítva.
1945 után visszakerültek a ČSD-hez, ahol 1955-ig selejtezték őket.

## Fordítás
Ez a szócikk részben vagy egészben  a   kkStB 77 című német Wikipédia-szócikk fordításán alapul.  Az eredeti cikk szerkesztőit annak laptörténete sorolja fel. Ez a jelzés csupán a megfogalmazás eredetét és a szerzői jogokat jelzi, nem szolgál a cikkben szereplő információk forrásmegjelöléseként.